# Yrjö Korholin-Koski

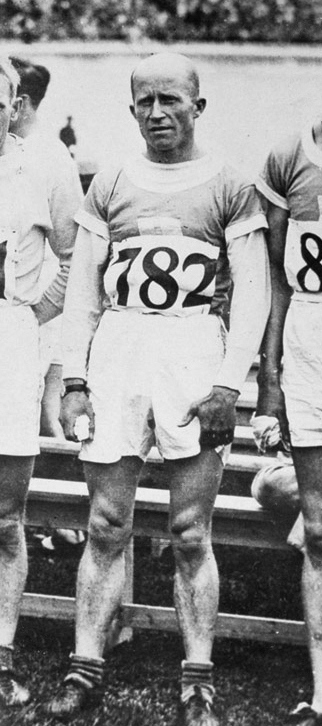
Yrjö Korholin-Koski bei den Olympischen Spielen 1928

Yrjö Korholin-Koski (auch Karl Koski; * 3. Mai 1900 in Helsinki; † 2. März 1978 in Lake Worth, Vereinigte Staaten) war ein finnischer Marathonläufer.
1925 wurde er beim Boston-Marathon Fünfter in 2:39:26 h und beim Port Chester National Marathon Vierter in 2:41:19 h. Einem sechsten Platz beim Boston-Marathon 1926 in 2:41:22 h folgte ein zweiter Platz beim Boston-Marathon 1927 (wie in den Folgejahren ca. 41,1 km) in 2:44:41 h.
1928 gewann er die finnische Olympiaausscheidung (41,6 km) in 2:35:12 h. Bei den Olympischen Spielen 1928 in Amsterdam wurde er Siebter in 2:36:40 h.
Beim Boston-Marathon 1929 wurde er Zweiter in 2:35:26 h. 1930 siegte er bei den US-Meisterschaften (38,5 km) in 2:25:22 h, wurde Dritter beim Boston-Marathon in 2:38:21 h und Vierter beim Polytechnic Marathon in 2:46:34 h. Im Jahr darauf folgte einem dritten Platz beim Boston-Marathon 1931 in 2:53:27 h ein zweiter Platz bei den US-Meisterschaften (38,7 km) in 2:44:00 h.
1934 wurde er beim Boston-Marathon Fünfter in 2:44:52 h.